# AnimalBase
AnimalBase es un proyecto llevado a la vida y mantenido por la Universidad de Gotinga, Alemania. El objetivo del proyecto es la digitalización de la literatura antigua, ofrecer acceso libre a obras de zoología, y ofrecer listas de nombres de géneros y especies zoológicas como un recurso gratuito para el público. El uso público de los datos AnimalBase no está restringido o condicionado. AnimalBase comprende todas las disciplinas zoológicas.
En el ámbito de la informática de la biodiversidad AnimalBase es único en que ofrece vínculos entre los nombres de los taxones genéricos y específicos y sus descripciones originales digitalizados, con un enfoque especial en la literatura y los nombres publicados antes de 1800.

## Historia
El proyecto se inició en 2003 con financiación de la Fundación Alemana de Investigación (DFG). La base de datos y su puerto empezó a desarrollarse en 2004 y fue lanzado en línea en 2005. Entre 2003 y 2005 cerca de 400 publicaciones zoológicas entre los años 1550 y 1770 se digitalizaron mientras que 10 000 nombres zoológicos vinculados fueron incorporados a la base de datos. Un segundo esfuerzo (2008-2011) ha incluido más literatura y ha dado acceso a varios diez miles de nombres más que se extrajeron de las fuentes originales.

## La digitalización y vinculación a literatura digitalizada por otras fuentes
Publicaciones antiguos zoológicos están digitalizados en los más altos estándares de calidad por el Centro de Digitalización Retrospectiva en Gotinga (Göttinger Digitalisierungszentrum, GDZ) de la Biblioteca de la Universidad de Gotinga (Staats-und Universitätsbibliothek Göttingen, SUB), que es una de las mayores bibliotecas de Alemania, guardando más de 4,5 millones de volúmenes. Si está disponible, AnimalBase también ofrece vínculos a literature digitalizada por otros proveedores, tales como la Biodiversity Heritage Library (BHL) o Gallica.

## Extraer los nombres de taxones de la literatura taxonómica
Los nombres de los taxones genéricos y específicos que se establecieron en las publicaciones zoológicas han sido introducidos manualmente en la base de datos, incluyendo la ortografía original y corregida de nombres, localidades tipo y los números de página en la que estos nombres se establecieron originalmente. 
AnimalBase prevé también la posibilidad de combinar los nombres originales con sus asignaciones actuales (combinaciones actuales género-especie). Por ejemplo, la información biológica detallada y fotos está disponible para 2.500 especies de europeas no marinos de moluscos, que incluye más de 6.000 fotografías.
AnimalBase es un proyecto colaborativo y abierto de recursos, todos los colaboradores registrados son capaces de corregir o introducir datos. Esto incluye subir imágenes de las especies animales, añadir informaciones biológicas, caracteres diagnósticos, datos sobre su biogeografía y el estado actual de conservación. Las fotos y los datos ofrecidos por AnimalBase están expresamente autorizadas para su uso en otros sitios web (copiados o vinculados).